# Rally Cycling (Frauenteam)/Saison 2018
Dieser Artikel beschreibt die Mannschaft und die Siege des Frauenradsportteams Rally Cycling in der Saison 2018.

## Mannschaft
| Teamkader 2018    | Teamkader 2018    | Teamkader 2018     | Teamkader 2018               |
| Name              | Geburtsdatum      | Land               | Vorheriges Team              |
| ----------------- | ----------------- | ------------------ | ---------------------------- |
| Erica Allar       | 5. November 1985  | Vereinigte Staaten | Colavita–Fine Cooking (2015) |
| Sara Bergen       | 6. Dezember 1988  | Kanada             |                              |
| Allison Beveridge | 1. Juni 1993      | Kanada             |                              |
| Kelly Catlin      | 3. November 1995  | Vereinigte Staaten |                              |
| Gillian Ellsay    | 26. März 1997     | Kanada             | Colavita-Bianchi (2017)      |
| Heidi Franz       | 14. Januar 1995   | Vereinigte Staaten |                              |
| Megan Heath       | 27. März 1999     | Vereinigte Staaten |                              |
| Kirsti Lay        | 7. April 1988     | Kanada             | SAS-Mazda-Macogep (2015)     |
| Katherine Maine   | 22. November 1997 | Kanada             |                              |
| Abigail Mickey    | 3. Juli 1990      | Vereinigte Staaten | Colavita-Bianchi (2017)      |
| Summer Moak       | 3. Juni 1999      | Vereinigte Staaten |                              |
| Sara Poidevin     | 7. Mai 1996       | Kanada             |                              |
| Emma White        | 23. August 1997   | Vereinigte Staaten |                              |
|                   |                   |                    |                              |
| Quelle: UCI       |                   |                    |                              |

## Siege
| Siege    | Siege                                                | Siege              | Siege  | Siege           | Siege |
| Datum    | Rennen                                               | Staat              | Klasse | Siegerin        |       |
| -------- | ---------------------------------------------------- | ------------------ | ------ | --------------- | ----- |
| 13. Apr. | Joe Martin Stage Race Women, 2. Etappe               | Vereinigte Staaten | 2.2    | Sara Bergen     |       |
| 21. Apr. | Tour of the Gila (Frauenradsport), 4. Etappe         | Vereinigte Staaten | 2.2    | Emma White      |       |
| 23. Jun. | Kanadische Meisterschaften, Straßenrennen der Frauen | Kanada             | CN     | Katherine Maine |       |